# مثبت ميزان الساعة

صورة متحركة لميزان مرساة

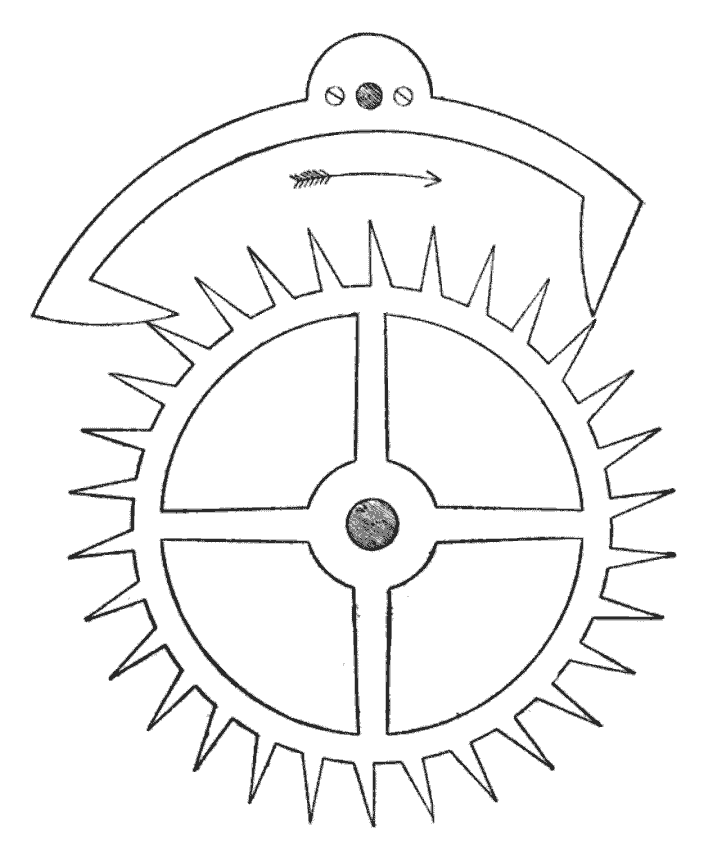
مثبت ميزان الساعة.

في علم البنكامات، مثبت ميزان الساعة هو قطعة تستخدم مع ميزان الساعة في الساعات البندولية. يحافظ ميزان الساعة في الساعات الميكانيكية على تأرجح رقاص الساعة، ويسمح المثبت لعجلة الساعة بالحركة بقدر ثابت مع كل أرجحة. صُنع مثبت ميزان الساعة على الأرجح على يد العالم البريطاني روبرت هوك حوالي عام 1657، بالرغم من أن بعض المصادر تقول بأنه من اختراع صانع الساعات ويليام كليمنت الذي فضّل استخدام مثبت ميزان الساعة عند صناعته للساعة ذات الصندوق الطويل حوالي عام 1680، وهو سبب التنازع حول أيهما صنع المثبت هو أم هوك. أقدم ساعة تستخدم مثبت ميزان الساعة هو برج ساعة كلية وادهام، في أكسفورد، الذي بني عام 1670، على يد صانع الساعات جوزيف كنيب. أصبح المثبت شائع الاستخدام في كل الساعات البندولية. أدخل تعديل لجعل المثبت أكثر دقة على يد ريتشارد تونيلي حوالي عام 1675، واستخدمه صانع الساعات البريطاني جورج جراهام حوالي عام 1715.